# سفيند ود
سفيند ود (بالدنماركية: Svend Wad)‏ (3 فبراير 1928 – 4 ديسمبر 2004) هو ملاكم دنماركي راحل، مثّل بلاده في الألعاب الأولمبية الصيفية 1948.

## روابط خارجية
سفيند ود على موقع بوكس ريك (الإنجليزية) (registration required)
- سفيند ود على موقع أوليمبيديا (الإنجليزية)